# Coup d'État de 1976 en Argentine
Opération Condor, guerre sale, guerre froide
Le coup d'État de 1976 en Argentine est un coup d'État de droite qui a renversé Isabel Perón à la présidence de l'Argentine le 24 mars 1976. Une junte militaire dirigée par le lieutenant-général Jorge Rafael Videla, l'amiral Emilio Eduardo Massera et le général de brigade Orlando Ramón Agosti a été installée pour la remplacer. Le processus politique engagé le 24 mars 1976 prend le nom officiel de « Processus de réorganisation nationale », et la junte, en l'absence de ses membres d'origine, est restée au pouvoir jusqu'au retour du processus démocratique le 10 décembre 1983. Compte tenu de la persécution systématique d'une minorité sociale, la période a été qualifiée[Par qui ?] de processus génocidaire,, Cela a été établi dans les sentences des procès pour crimes contre l'humanité,,.
Le coup d'État de droite était planifié depuis octobre 1975, et les préparatifs ont eu lieu deux mois avant son exécution. Henry Kissinger a rencontré à plusieurs reprises les dirigeants des forces armées argentines après le coup d'État, les exhortant à détruire rapidement leurs opposants avant que le tollé suscité par les violations des droits de l'homme ne grandisse aux États-Unis,.

## Contexte
Lorsque le président Juan Perón est décédé de causes naturelles le 1er juillet 1974, il a été remplacé par sa femme (alors vice-présidente) Isabel Perón, également connue sous le nom d'« Isabelita ». Malgré sa prétention en tant que dirigeante légitime du pays, elle a rapidement perdu sa crédibilité politique et son pouvoir. Un groupe de responsables militaires, chargé par Perón d'aider la vice-présidente, a pris le contrôle dans un effort pour revitaliser le climat politique et social détérioré de l'Argentine. Ce changement de gouvernance a ouvert la voie au coup d'État qui a suivi.
Le 5 février 1975, l'Operativo Independencia (en) a été lancé. Cette intervention de style vietnamien visait à éliminer les guérilleros dans la jungle de Tucumán, qui avaient maintenu des bastions dans la région dès mai 1974. En octobre, le pays a été divisé en cinq zones militaires, chaque commandant ayant reçu une autonomie complète pour déclencher une vague de répression soigneusement planifiée.
Le 18 décembre, un certain nombre d'avions de combat ont décollé de la base aérienne de Morón et ont mitraillé la Casa Rosada pour tenter de renverser Isabel Perón. La rébellion a été stoppée quatre jours plus tard grâce à l'arbitrage d'un aumônier.
Cependant, l'armée réussit à destituer le seul officier restant fidèle au gouvernement, le commandant de l'armée de l'air Héctor Fautario (en). Fautario a suscité de vives critiques de la part de l'armée et de la marine en raison de son opposition véhémente à leurs plans répressifs et de son refus de mobiliser l'armée de l'air contre les bastions de la guérilla dans le nord. Fautario était le dernier obstacle de Videla dans sa quête du pouvoir.
En janvier 1976, la présence de la guérilla à Tucumán avait été réduite à quelques pelotons. Pendant ce temps, l'armée, entièrement soutenue par l'élite locale, ainsi que l'homme fort chilien Augusto Pinochet, la Central Intelligence Agency des États-Unis et l'administration du président Gerald R. Ford, ont attendu leur heure avant de finalement prendre le pouvoir.

## Coup d'État
Peu avant 1 h 0, la présidente Perón a été arrêtée et emmenée par hélicoptère à la résidence El Messidor. À 3 h 10 toutes les chaînes de télévision et de radio ont été interrompues. Les transmissions régulières ont été coupées et remplacées par une marche militaire, après quoi le premier communiqué a été diffusé :

« […] Les gens sont informés qu'à partir d'aujourd'hui, le pays est sous le contrôle opérationnel des chefs généraux des forces armées. Nous recommandons à tous les habitants de respecter scrupuleusement les dispositions et directives émanant des autorités militaires, de sécurité ou de police, et d'être extrêmement prudents pour éviter les actions et attitudes individuelles ou collectives pouvant nécessiter une intervention drastique du personnel d'exploitation. Signé : le général Jorge Rafael Videla, l'amiral Emilio Eduardo Massera et le brigadier Orlando Ramón Agosti. »

Un état de siège et la loi martiale ont été mis en place, alors que les patrouilles militaires se sont étendues à toutes les grandes villes. La matinée s'est apparemment déroulée sans incident, mais au fur et à mesure que la journée avançait, les retenues se sont multipliées. Des centaines de travailleurs, de syndicalistes, d'étudiants et de militants politiques ont été enlevés à leur domicile, sur leur lieu de travail ou dans la rue.

## Conséquences
La junte a assumé le pouvoir exécutif jusqu'au 29 mars, date à laquelle Videla a été désigné président. Le Congrès a été dissous et des sénateurs, des députés et des membres du personnel ont été arrêtés, brutalement battus et jetés par les portes et les fenêtres du Palais du Congrès. Une entité connue sous le nom de Commission consultative législative (en espagnol : Comision de Asesoramiento Legislativo, CAL), composée entièrement d'officiers de l'armée et de la police, a assumé un rôle législatif.
Les militants des droits de l'homme affirment qu'au lendemain du coup d'État et de la guerre sale qui a suivi, quelque 30 000 personnes, principalement de jeunes opposants au régime militaire, ont été « disparues » ou tuées. Les militaires responsables des meurtres ont souvent épargné les femmes enceintes pendant un certain temps, les gardant en détention jusqu'à ce qu'elles accouchent, avant de les tuer et de donner leurs bébés à des familles de militaires sans enfants. Kissinger a assuré en privé au régime militaire qu'il aurait le plein soutien du gouvernement des États-Unis dans leur guerre et les actions associées, une promesse à laquelle s'opposait l'ambassadeur américain en Argentine (en) à l'époque, Robert Hill (en).
La dictature comptait sur la complicité des secteurs civils et ecclésiastiques, elle est donc généralement caractérisée comme une dictature civique-militaire-ecclésiastique-commerciale,,,.
La junte est restée au pouvoir jusqu'à l'élection de Raúl Alfonsín à la présidence de l'Argentine, en décembre 1983.
Le 24 mars, anniversaire du coup d'État, est désormais désigné en Argentine comme la Journée nationale de la Mémoire pour la Vérité et la Justice.